# Comuna Kuțevolivka, Onufriivka
Kuțevolivka (în ucraineană Куцеволівка) este o comună în raionul Onufriivka, regiunea Kirovohrad, Ucraina, formată din satele Iasînuvatka și Kuțevolivka (reședința).

## Demografie
Componența lingvistică a comunei Kuțevolivka
     Ucraineană (97,16%)
     Rusă (2,39%)
     Alte limbi (0,39%)
Conform recensământului din 2001, majoritatea populației comunei Kuțevolivka era vorbitoare de ucraineană (97,16%), existând în minoritate și vorbitori de rusă (2,39%).